# محمد الصفراني
الشيخ محمد الصفراني"الشيخ الصفرانى"
ولد ب زليتن وفيها درس هاجر إلى بنغازي وأصبح مفتيا لبرقة تخرج على يده الكثير من الشيوخ الكبار.كان  يسكن بمنطقة الصابري (دكاكين حميد) ولازال أحفاده هناك وكانت فتوه تصل حتى بر مصر
وله عدة اشعار يصف فيها التمدن والحضارة ويعتبر أحد المشائخ الليبين الكبار حيث أن لديه العديد من الطلاب الذين نقلوا عنه الفقه المالكي
من أمثال الشيخ علي بزغيبة و الشيخ محمد أحمد أبوسنينه والشيخ فرج بوعود وكذلك الشيخ عبد الهادي أبوصبع وغيرهم.